# محمل (طباعة)

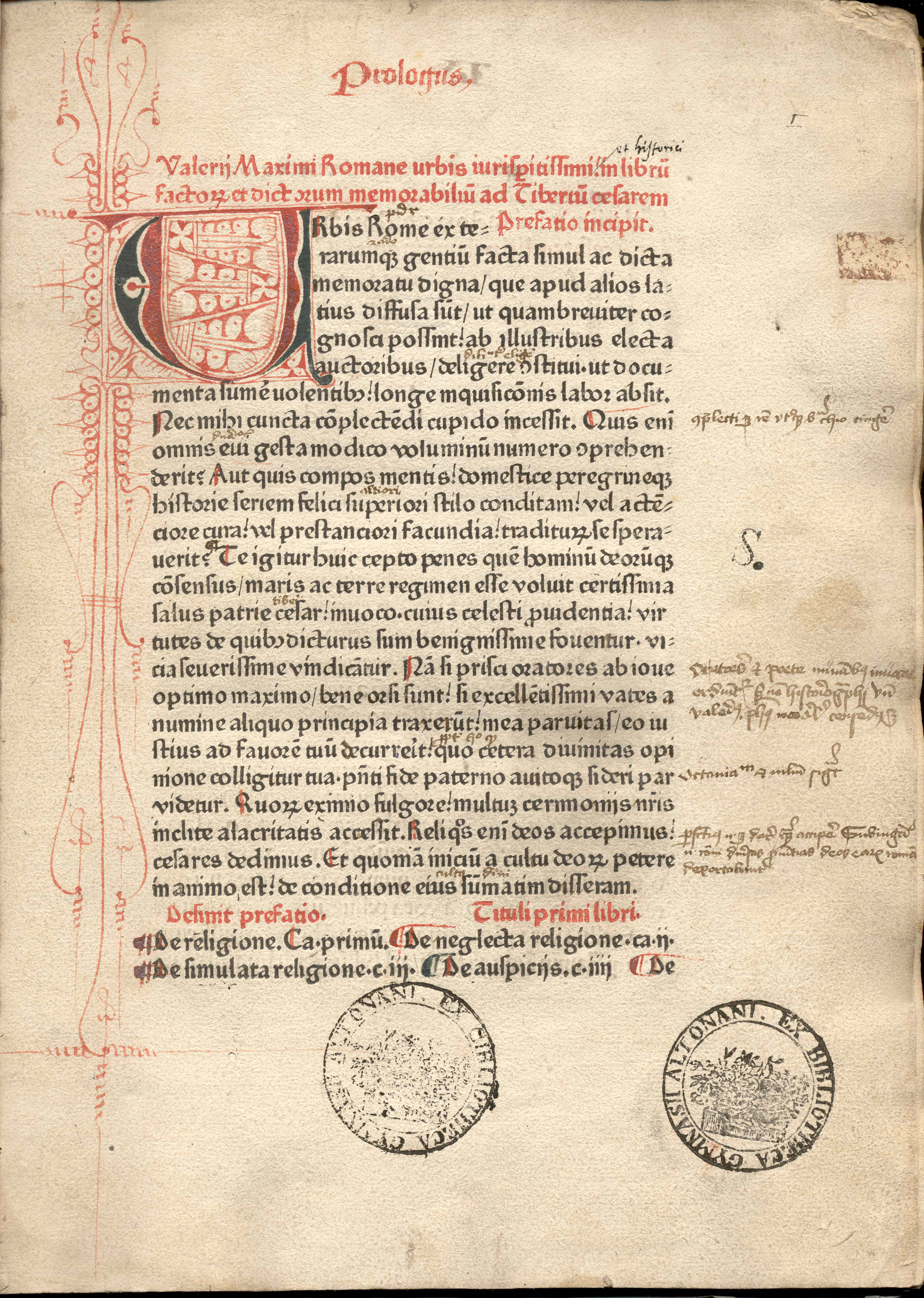
صفحة من فاليريوس ماكسيموس ، تذكارات فاكتا وديكتا ، مطبوعة باللونين الأحمر والأسود بواسطة بيتر شوفر (ماينز ، 1471). الصفحة المعارض وrubricated الرسالة الأولى "U" وديكور لل هوامش ، والطوابع ملكية «مكتبة Gymnasii Altonani» (هامبورغ).

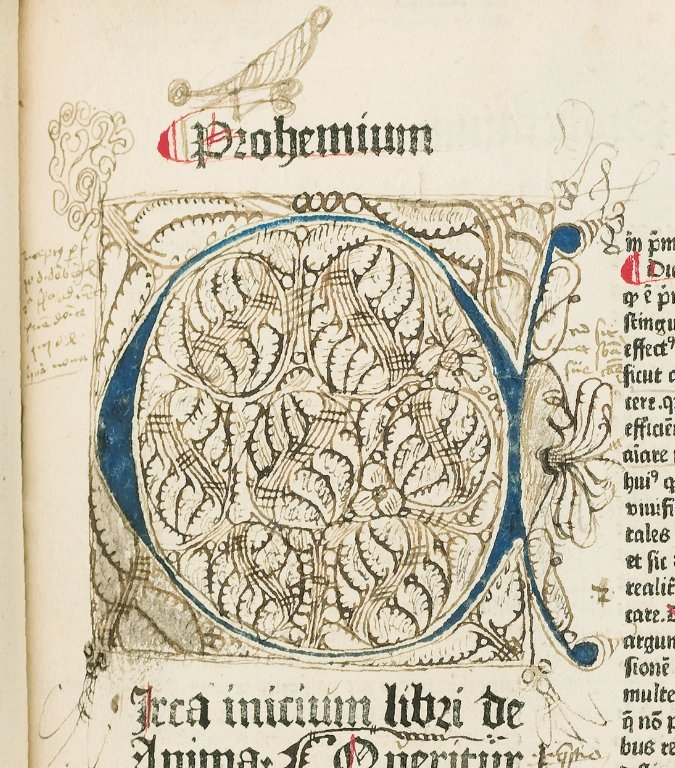
إضاءة مع رسومات ورسومات (هامشية) ، بما في ذلك ملف شخصي بشري مفتوح الفم مع ألسنة متعددة بارزة. كوبولاتا ، "دي أنيما" ، ص. 2 أ. مجموعة HMD ، WZ 230 M772c 1485

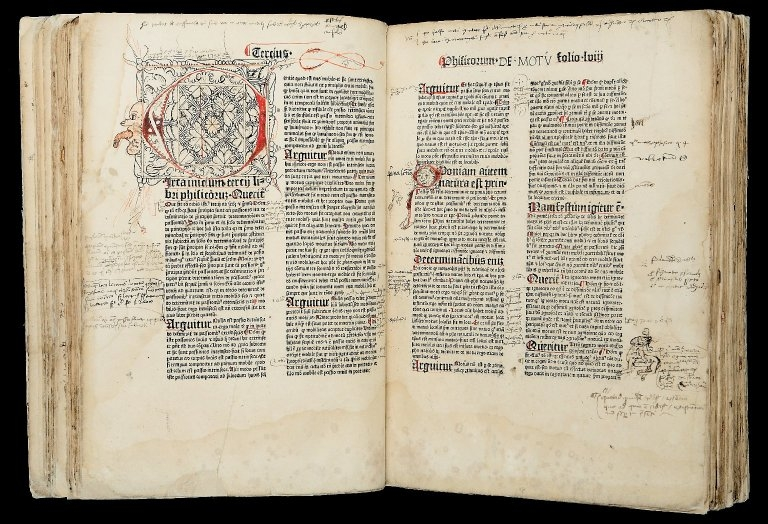
Image of two facing pages from "Phisicorum", fols. 57b and 58a, with doodles and drawings. HMD Collection, WZ 230 M772c 1485

محمل (بالإنجليزية: Incunable) هو كتاب أو كتيب مطبوع في أوروبا حتى عام 1500. وتتميز المحامل عن المخطوطات المكتوبة باليد.

## نبذة
طبعت المحامل في وقت مبكر من تاريخ الطباعة في أوروبا، قبل أن تصبح واسعة الانتشار في القارة. بعض المتخصصين يدرجون الكتب المطبوعة خشبيا "Block books" في نفس الفترة الزمنية على أنها محامل، بينما تقصر مختصون آخرون المصطلح على الأعمال المطبوعة بالحروف المتحركة.
اعتبارا من 2021، هناك حوالي 30,000 طبعات متميزة لا يمكن العثور عليها المعروف أنها لا تزال موجودة.والعدد المحتمل للنسخ الفردية الباقية على قيد الحياة أعلى بكثير، ويقدر بحوالي 125,000 نسخة في ألمانيا وحدها.ومن خلال التحليل الإحصائي، يقدر أن عدد الطبعات المفقودة لا يقل عن 20,000.تم الحفاظ على حوالي 550,000 نسخة من حوالي 27,000 أعمال مختلفة في جميع أنحاء العالم.

## المصطلح
ولا يمكن الاستغناء عن الشكل الانغلاقي، الذي أعيد بناؤه على شكل مفرد من الانغلابولا اللاتينية، والذي يعني «الملابس المتلألئة»، أو «المهد»، وبالتالي يمكن أن يشير مجازيا إلى «المراحل الأولى أو الآثار الأولى في تطوير أي شيء».والمصطلح السابق للعجز هو المصطلح الخامس عشر في معنى «طبعة القرن الخامس عشر».
استخدم مصطلح incunabula لأول مرة في سياق الطباعة من قبل الطبيب الهولندي والإنساني هادريانوس جونيوس (أدرياين دي جونج، 1511-1575)، في مقطع في عمله باتافيا (كتب في 1569 ؛ نُشر بعد وفاته في عام 1588). وأشار إلى فترة «ما بين prima artis [الطباعية] incunabula» («في البداية الأولى من الفن الطباعي»).  وقد نسب هذا المصطلح زورا في بعض الأحيان إلى برنهارد فون مالينكروت (1591-1664)، في كتيبه اللاتيني Daurtu ac progreseu typicae («على صعود وتقدم الفن الطباعي»؛ 1640)، لكنه كان مجرد اقتباس جونيوس.
جاء مصطلح incunabula للدلالة على الكتب المطبوعة نفسها في أواخر القرن 17.[بحاجة لمصدر] لم يتم العثور عليها باللغة الإنجليزية قبل منتصف القرن التاسع عشر.
وقد حدد جونيوس تاريخ نهاية عام 1500 إلى عصر الانكونابولا، الذي لا يزال الاتفاقية في المنح الدراسية الببليوغرافية الحديثة.  وهذا التاريخ النهائي المناسب ولكن التعسفي تماما لتحديد الكتاب المطبوع على أنه غير قابل للتعطيل لا يعكس أي تغييرات ملحوظة في عملية الطباعة، والعديد من الكتب المطبوعة لعدد من السنوات بعد عام 1500 لا تزال غير قابلة للتمييز بصريا من غير المحفوظات. ويستخدم مصطلح «ما بعد العزوف» الآن للإشارة إلى الكتب المطبوعة بعد عام 1500 حتى تاريخ نهاية اعتباطية آخر - عادة 1520 أو 1540، ولكن لا يوجد اتفاق عالمي بين الأخصائيين. ومن هذه الفترة تقريبا يصبح تاريخ أي طبعة أسهل، لأن ممارسة الطابعات التي تشمل معلومات مثل مكان وسنة الطباعة في الكولوفون أو في صفحة العنوان أصبحت أكثر انتشارا [الاستشهاد اللازم].

## أنواع
وهناك نوعان من الانكونبولا في الطباعة: كتاب القطع، المطبوع من كتلة خشبية منحوتة أو منحوتة لكل صفحة، ويستخدم نفس العملية التي يستخدمها الخشب في الفن (وقد تسمى هذه "xylography")؛ والكتاب الطباعي، المصنوع بقطع منفردة من نوع منقول من المعدن المصوت على مطبعة. وكثير من المؤلفين يحفظون مصطلح "incunabula" للنوع الأخير فقط.
وقد ضمن انتشار الطباعة إلى المدن في الشمال وفي إيطاليا على حد سواء وجود تنوع كبير في النصوص المختارة للطباعة والأساليب التي ظهرت بها. كان العديد من الطابعات المبكرة على غرار الأشكال المحلية للكتابة أو مستمدة من مختلف الأشكال الأوروبية للنصوص القوطية، ولكن كان هناك أيضاً بعض الطابعات المستمدة من النصوص الوثائقية (مثل أغلب أنواع كاكستون)، وخاصة في إيطاليا، الأنواع المستمدة من النصوص المكتوبة بخط اليد والخط التي يستخدمها الإنسانيون.
وتجمعت الطابعات في مراكز حضرية حيث كان هناك علماء، وكنيسة، ومحامون، ونبلاء ومهنيون شكلوا قاعدة عملائهم الرئيسية. شكلت الأعمال القياسية في اللاتينية الموروثة من تقاليد القرون الوسطى الجزء الأكبر من أوائل الأعمال المطبوعة، ولكن مع ارتفاع أسعار الكتب، بدأت تظهر الأعمال العامية (أو الترجمات إلى الأعمال العامية).[بحاجة لمصدر]

## أمثلة مشهورة

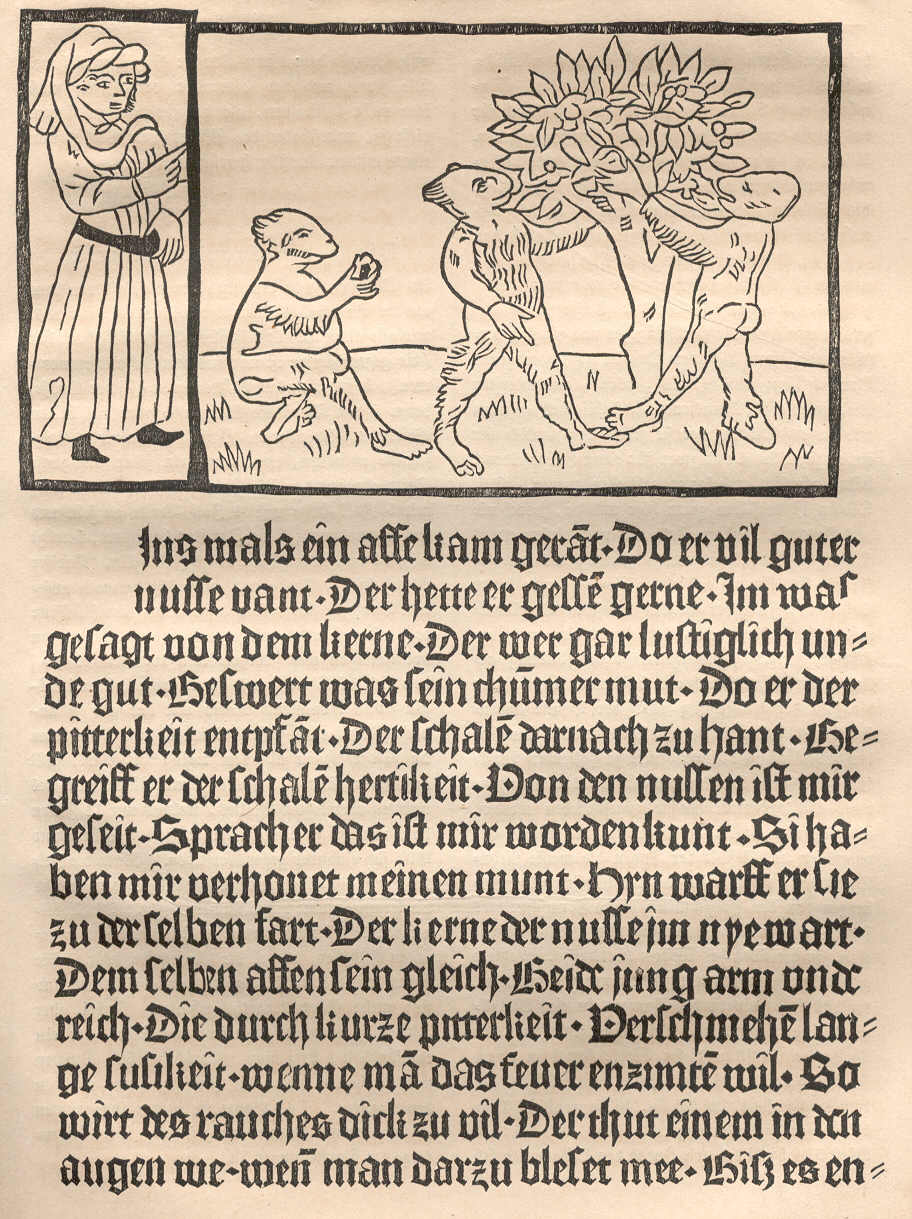
First incunable with illustrations, Ulrich Boner's Der Edelstein, printed by Albrecht Pfister, Bamberg, 1461

تشمل الإنكونبولا الشهيرة اثنين من ماينز، إنجيل غوتنبرغ لعام 1455، والبيريغريناتيو في تيرام سانستام لعام 1486، مطبوعة وموضحة من قبل إيرهارد ريوش؛ رواية نورمبرغ التي كتبها هارتمان شيدل وطبعها أنطون كوبرغر في عام 1493 ؛ و Hyperotomachia Polphili التي طبعها الدوس مانوتيوس مع رسوم توضيحية هامة لفنان مجهول[بحاجة لمصدر]
ومن الطابعات الأخرى لانكونابولا غونثر زاينر من أوغسبورغ وجوهانس مينتلين وهاينريش إيغستين من ستراسبورغ وهاينريش غران من هاغويناو ووليام كاكستون من بروغس ولندن. أول رسوم توضيحية لم تكن قادرة على الحصول على الخشب كانت رواية أولريش بونر Der Edelstein ، التي طبعها ألبريخت بفيستر في بامبرغ عام 1461 

## ما بعد عدم التمكن
العديد من uncunabula غير مؤرخة، تحتاج إلى تحليل bibliography معقدة لوضعها بشكل صحيح. فترة ما بعد incunabula هي فترة تطور تطور فيها الكتاب المطبوع بشكل كامل كتحفة ناضجة مع شكل قياسي. بعد حوالي 1540 الكتب تميل إلى مطابقة نموذج التي تشمل المؤلف، صفحة العنوان، التاريخ، البائع، ومكان الطباعة. هذا يجعل تحديد أي طبعة معينة أسهل بكثير 
وكما ذُكر أعلاه، فإن تاريخ نهاية تحديد الكتاب المطبوع على أنه كتاب غير قابل للتصرف مناسب ولكنه اختير بصورة تعسفية؛ وهو لا يعكس أي تطورات ملحوظة في عملية الطباعة حوالي عام 1500. وظلت الكتب المطبوعة لعدد من السنوات بعد عام 1500 تبدو إلى حد كبير وكأنها غير متحركة، مع استثناء ملحوظ من كتب الشكل الصغيرة المطبوعة في نوع مائل من قبل ألدوس مانوتيوس في عام 1501. ويستخدم مصطلح ما بعد العزوف أحيانا للإشارة إلى الكتب المطبوعة «بعد عام 1500 - كم من الوقت بعد ذلك، لم يوافق الخبراء بعد».بالنسبة للكتب المطبوعة في المملكة المتحدة، يغطي المصطلح عموما 1501-1520، وبالنسبة للكتب المطبوعة في أوروبا القارية، 1501-1540.

## بيانات احصائية

مدن الطباعة

توزيع Incunabula حسب المنطقة.

توزيع Incunabula حسب اللغة.

وقد استمدت البيانات في هذا القسم من كتالوج «إنكونابولا» القصير العنوان.
ويبلغ عدد البلدات والمدن المطبعة 282 مدينة. وهي تقع في حوالي 18 بلدا من حيث الحدود الحالية. وفي الترتيب التنازلي لعدد الطبعات المطبوعة في كل منها: إيطاليا، وألمانيا، وفرنسا، وهولندا، وسويسرا، وأسبانيا، وبلجيكا، وإنجلترا، والنمسا، والجمهورية التشيكية، والبرتغال، وبولندا، والسويد، والدنمارك، وتركيا، وكرواتيا، وصربيا، والجبل الأسود، والمجر (انظر الرسم البياني).
ويبين الجدول التالي مواقع الطباعة الرئيسية 20 في القرن الخامس عشر؛ وكما هو الحال بالنسبة لجميع البيانات الواردة في هذا الفرع، ترد أرقام دقيقة، ولكن ينبغي معاملتها على أنها تقديرات متقاربة (2013 مجموع الطبعات المسجلة في ISTC في أيار/مايو 28 395):
| البلدة أو المدينة | عدد الطبعات | ٪ من إصدارات ISTC المسجلة |
| ----------------- | ----------- | ------------------------- |
| البندقية          | 3549        | 12.5                      |
| باريس             | 2764        | 9.7                       |
| روما              | 1,922       | 6.8                       |
| كولونيا           | 1,530       | 5.4                       |
| ليون              | 1,364       | 4.8                       |
| لايبزيغ           | 1,337       | 4.7                       |
| اوغسبورغ          | 1,219       | 4.3                       |
| ستراسبورغ         | 1,158       | 4.1                       |
| ميلان             | 1,101       | 3.9                       |
| نورمبرغ           | 1,051       | 3.7                       |
| فلورنسا           | 801         | 2.8                       |
| باسل              | 786         | 2.8                       |
| ديفينتر           | 613         | 2.2                       |
| بولونيا           | 559         | 2.0                       |
| أنتويرب           | 440         | 1.5                       |
| ماينز             | 418         | 1.5                       |
| أولم              | 398         | 1.4                       |
| شباير             | 354         | 1.2                       |
| بافيا             | 337         | 1.2                       |
| نابولي            | 323         | 1.1                       |
| المجموع           | 22,024      | 77.6                      |

تتم طباعة 18 لغة incunabula بترتيب تنازلي، هي: اللاتينية، الألمانية، الإيطالية، الفرنسية، الهولندية، الإسبانية، الإنجليزية، العبرية، الكاتالونية، التشيكية، اليونانية، الكنيسة السلافية، البرتغالية، السويدية، البريتونية، الدنماركية، الفريزية، سردينيا (انظر الرسم البياني).
وهناك طبعة واحدة فقط من كل عشرة (أي أكثر من 3000 بقليل) تحتوي على أي رسوم توضيحية، أو حطب، أو معدن.
أكثر الأشياء التي لا يمكن حلها هي «نورنبيرج كرونيكل» لشيدل ("Liber Chronicarum") لعام 1493، مع حوالي 1250 نسخة باقية (وهي أيضًا أكثر نسخ توضيحية). العديد من incunabula فريدة من نوعها، ولكن في المتوسط حوالي 18 نسخة البقاء على قيد الحياة من كل منها. وهذا يجعل من إنجيل جوتنبرج، في 48 أو 49 نسخة معروفة، طبعة شائعة نسبياً (وإن كانت قيمة للغاية). ويزيد من تعقيد عملية العد القائمة كون معظم المكتبات تعتبر مجلدا واحدا من العمل المتعدد الكميات صنفا مستقلا، فضلا عن شظايا أو نسخ تفتقر إلى أكثر من نصف مجموع الإجازات. يمكن أن يتكون كامل لا يمكن الاستغناء عنه من زلة، أو ما يصل إلى عشرة مجلدات.
من حيث التنسيق، تتألف الإصدارات الفردية من 29000: 2000 عريضة، 9000 صحيفة، 15000 كوارتو، 3000 أوكتافو، 18 12 موس، 230 16 موس، 20 32 موس، و 3 64 موس .
ويستشهد ISTC في الوقت الحاضر ب 528 نسخة موجودة من الكتب التي طبعها كاكستون، والتي تشكل مع 128 جزء 656 في المجموع، رغم أن العديد منها عريض الجوانب أو ناقص للغاية (ناقص).[بحاجة لمصدر]
وبصرف النظر عن الهجرة إلى جامعات أمريكا الشمالية واليابان بشكل رئيسي، لم يكن هناك سوى حركة ضئيلة من الانكونابولا في القرون الخمسة الماضية. ولم تطبع أي منها في نصف الكرة الجنوبي، ويبدو أن هذه الأخيرة تمتلك أقل من 2000 نسخة، ويبقى نحو 97.75% منها شمال خط الاستواء. ومع ذلك، تباع العديد من البندورة في المزاد العلني أو عن طريق تجارة الكتب النادرة كل عام[بحاجة لمصدر]

## المجموعات الرئيسية
والآن يسجل فهرس عنوان إنكونابولا القصير التابع للمكتبة البريطانية ما يزيد على 29 000 عنواناً، من بينها ما يقرب من 27 400 طبعات (ليست كلها أعمال فريدة من نوعها). بدأت دراسات الإنكونبولا في القرن السابع عشر. لقد قام ميشيل مايتير (1667-1747) وجورج فولفغانغ بانزر (1729-1805) بترتيب المواد المطبوعة زمنياً في شكل سجلات، وفي النصف الأول من القرن التاسع عشر، نشر لودفيغ هاين الببليوغرافيا في مجلة "Repertorium" ــ وهي قائمة مرجعية من incunabula مرتبة أبجدياً بحسب المؤلف: «أرقام هاين» لا تزال نقطة مرجعية. تم توسيع هاين في طبعات لاحقة، من قبل والتر كوبينجر وDietrich Reichling ، ولكن يتم استبداله من قبل القائمة الحديثة ذات الحجية، كتالوج ألماني، Gesamtkatalog der Wiegendrucke ، الذي كان جاريا منذ عام 1925 ولا يزال يتم تجميعه في Staatsbibliothek zu برلين. جوف (Fredrick R. Goff)، ويقدم فهرس للنقابات في جميع أنحاء العالم فهرس عناوين إنكونابولا القصيرة 
تشمل المجموعات الملحوظة بأكثر من 1,000 incunabula:

## روابط خارجية
- مركز تاريخ الكتاب
- المكتبة البريطانية في جميع أنحاء العالم كتالوج Incunabula القصير نسخة محفوظة 12 مارس 2011 على موقع واي باك مشين.
- Gesamtkatalog der Wiegendrucke (GW)، نسخة إنجليزية جزئيًا
- تاريخ دراسات Incunabula
- مكتبة الكتب النادرة والمخطوطات UIUC
- جامعة ولاية غراند فالي إنكونابولا ومجموعات طباعة رقمية من القرن السادس عشر
- مجموعة Incunable في مكتبة الكونغرس الأمريكية
- نسخ طبق الأصل رقمية للعديد من incunabula من الموقع الإلكتروني لمكتبة Linda Hall
- Kristian Jensen (2016). "Introduction to the study of incunabula". Ecole Nationale Superieure des Sciences de l'information et des Bibliotheques, Institut d'histoire du livre. مؤرشف من الأصل في 2017-11-27. (يشمل ببليوغرافيا مشروحة)
- "Rinascimento: Manuscripts & Incunabula". Research Guides. Harvard University Library.
- "An Introduction to Incunabula". Barber, Phil. مؤرشف من الأصل في 2025-07-01. اطلع عليه بتاريخ 2017-07-06.